# اس‌ام یوبی-۳۵
اس‌ام یوبی-۳۵ (به انگلیسی: SM UB-35) یک زیردریایی بود. این زیردریایی در سال ۱۹۱۵ ساخته شد.